# No hay otra manera
No hay otra manera es una canción de la banda mexicana de glam rock Moderatto, que fue lanzada para su tercer álbum titulado¡Grrrr!. Fue lanzado por Sony BMG como el tercer y último sencillo oficial del álbum en 2007. La canción fue escrita por Jay de la Cueva junto con Aureo Baqueiro

## Vídeoclip
Fue filmado en el año 2006 y se muestra a los integrantes de la banda entrando a un escenario de simulación en vivo y tomas de una mujer maquillándose y en otra echando batido a una guitarra que esta tocando Jay.

## Lista de canciones

### Promo CD[4]
| No hay otra manera — Single |                      |          |  |
| N.º                         | Título               | Duración |  |
| 1.                          | «No hay otra manera» | 3:37     |  |

## Conteos
| Año  | Lista                              | Posición |
| ---- | ---------------------------------- | -------- |
| 2005 | Los 100 + Pedidos del 2005 (Norte) | 13       |
| 2008 | 15 Años, 150 Videos (Norte)        | 56       |
| 2010 | 10 Años, 100 Videos (Norte)        | 80       |